# Piramide van Teti
De Piramide van Teti is een piramide gebouwd door farao Teti van de 6e dynastie in Saqqara.

## Geschiedenis van de piramide

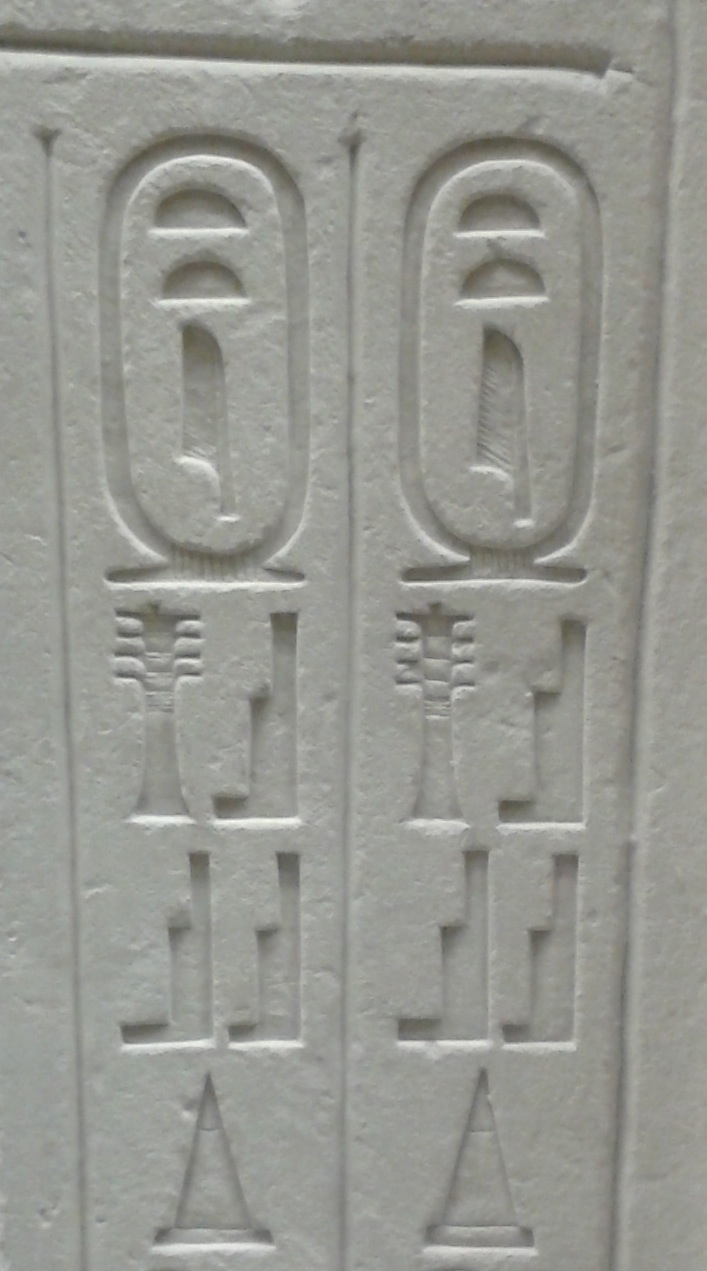
De naam van de piramide op een stele uit Saqqara
Louvre

De piramide van Teti kreeg de naam 'Eeuwig zijn de verblijven van Teti', maar ondanks zijn naam werd de piramide in het oude Egypte al gebruikt als steengroeve. In de 19e eeuw werd de piramide onderzocht door onder andere Lepsius en Gaston Maspero en sinds de jaren 50 vooral door Franse egyptologen zoals Jean Leclant.

## Architectuur van de piramide

### Daltempel en processieweg
De daltempel en processieweg werden reeds in de oudheid vernield en er is nog maar weinig onderzoek naar gedaan. Ze stonden zoals gebruikelijk ten oosten van de piramide; van de processieweg is alleen nog maar het einde zichtbaar.

### Dodentempel
De dodentempel was ook al in de tweede tussenperiode afgebroken en had hetzelfde grondplan als de dodentempel van Djedkare, zijn voor-voorganger. Deze was gekenmerkt door een groot binnenhof en rondom waren er magazijnen.

### Piramide
De piramide was oorspronkelijk 52,2 meter hoog en elke zijde mat 78,5 meter. De bekleding van de piramide aan de buitenkant is vrijwel geheel verdwenen, maar de kamers binnenin zijn bewaard. Het plan en de proporties volgen weer die van de piramide van Djedkare: de ingang bevond zich aan de noordkant, in de kapel die tegen de piramide gebouwd was. Een dalende gang met verschillende onderdelen, die op verschillende punten geblokkeerd was met grote blokken kalksteen, leidt naar de ondergrondse vertrekken: aan de oostkant een kapel met drie nissen en aan de westkant de grafkamer. Deze bevat een grote sarcofaag van grauwacke en op de muren zijn piramideteksten aangebracht, net als in de piramide van zijn voorganger Oenas.

## Necropolis rond de piramide
Nabij de piramide en langs de processieweg zijn verschillende familieleden en vele hoge ambtenaren begraven. Dit deel van het grafveld van Saqqara staat bekend als de “Teti-necropolis” (Engels: “Teti Pyramid cemetery”). Enkele grafmonumenten in dit gebied:
- Piramide van Choeit II: piramidecomplex van koningin Choeit II, echtgenote van Teti
- Mastaba van Tetianchkem: graf van prins Tetianchkem, zoon van Teti en Choeit
- Piramide van Ipoet I: piramidecomplex van koningin Ipoet I, echtgenote van Teti
- Piramide van Sesjesjet I: piramidecomplex van koningin Sesjesjet I, Teti’s moeder
- Mastaba van Kagemni: graf van Kagemni, vizier in het begin van Teti’s regering
- Mastaba van Mereroeka: familiegraf van Mereroeka, vizier onder Teti
- Mastaba van Anchmahor: graf van Anchmahor, vizier onder Teti en zijn opvolger Pepi I
- Piramide van Menkaoehor: piramide van koning Menkaoehor van de 5e dynastie (ook bekend als “piramide Lepsius no. XXIX” of “the headless pyramid”)

## Galerij

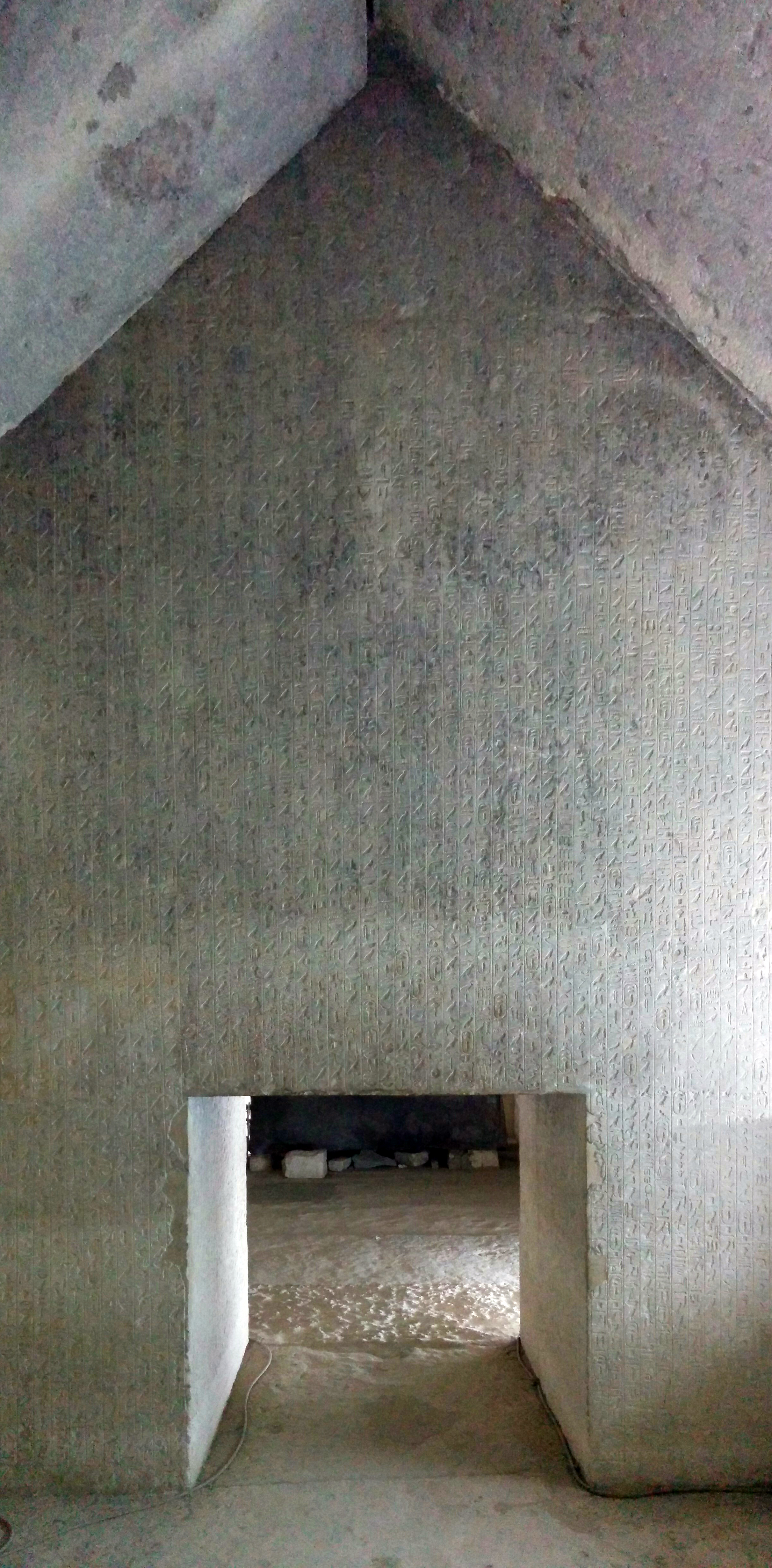
Interieur van de piramide
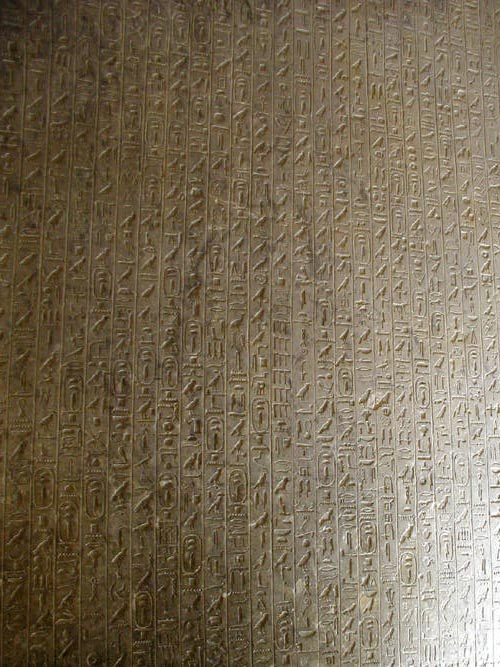
Piramideteksten
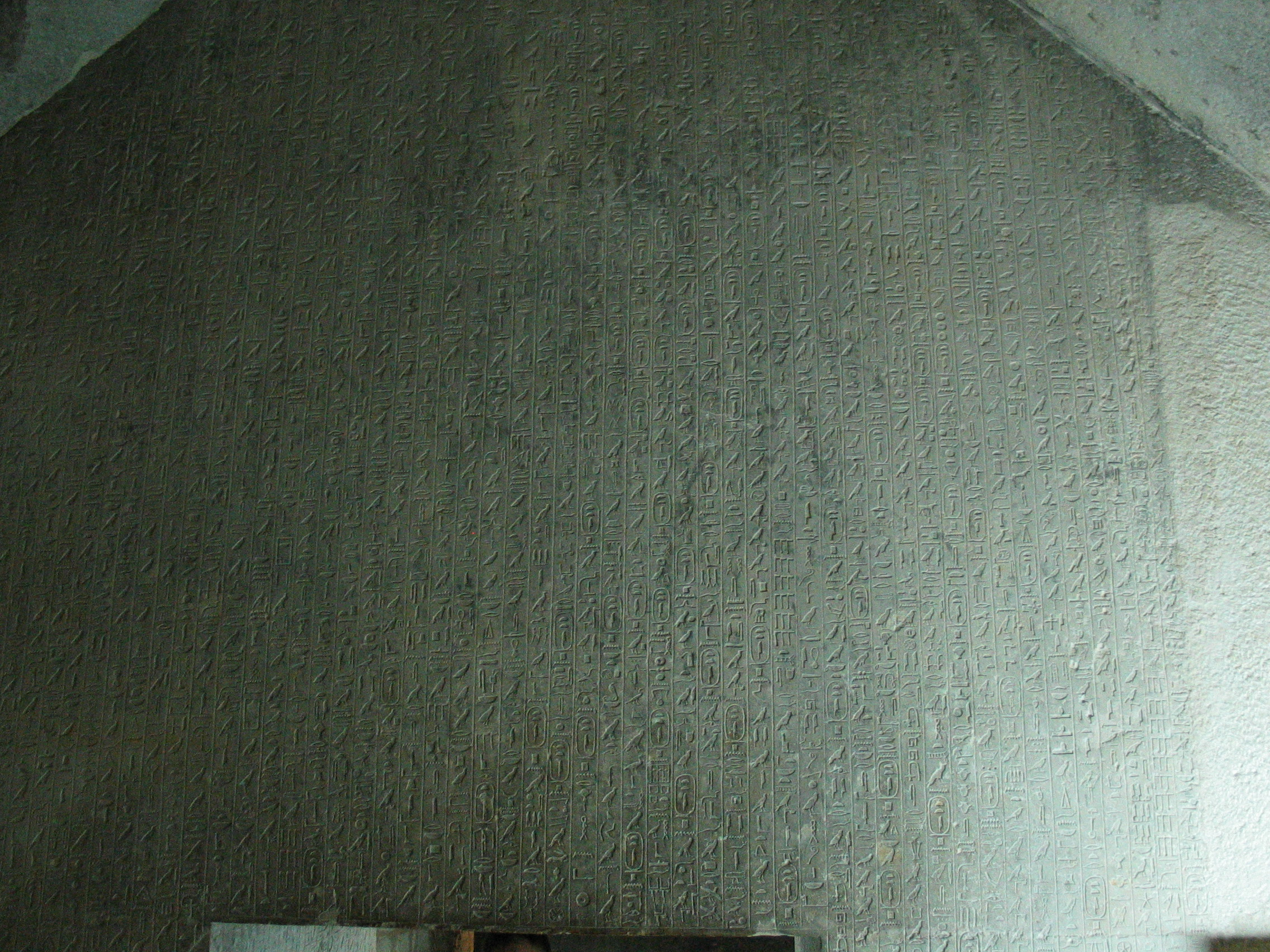
Piramideteksten
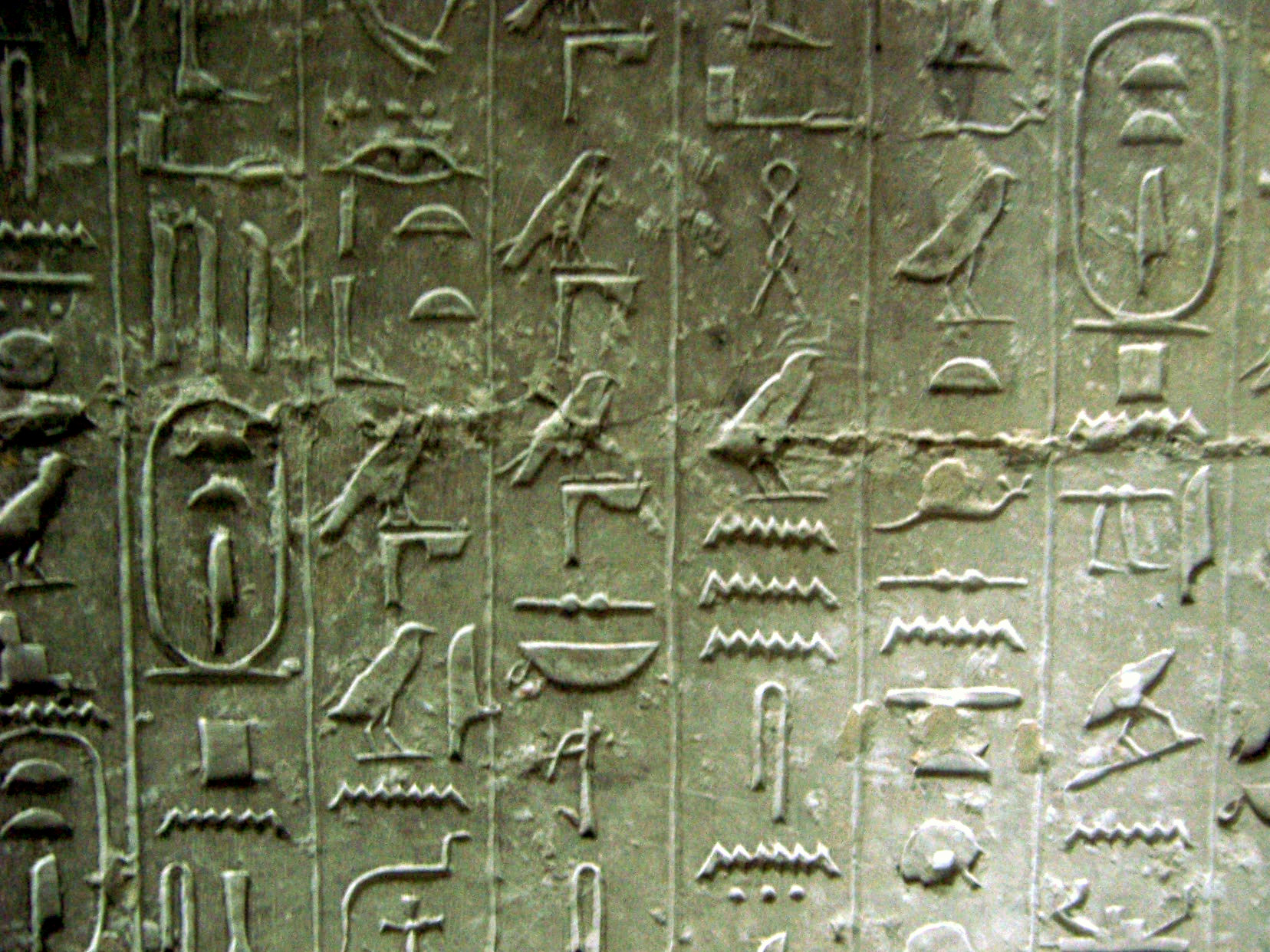
Detail piramideteksten met cartouche van Teti
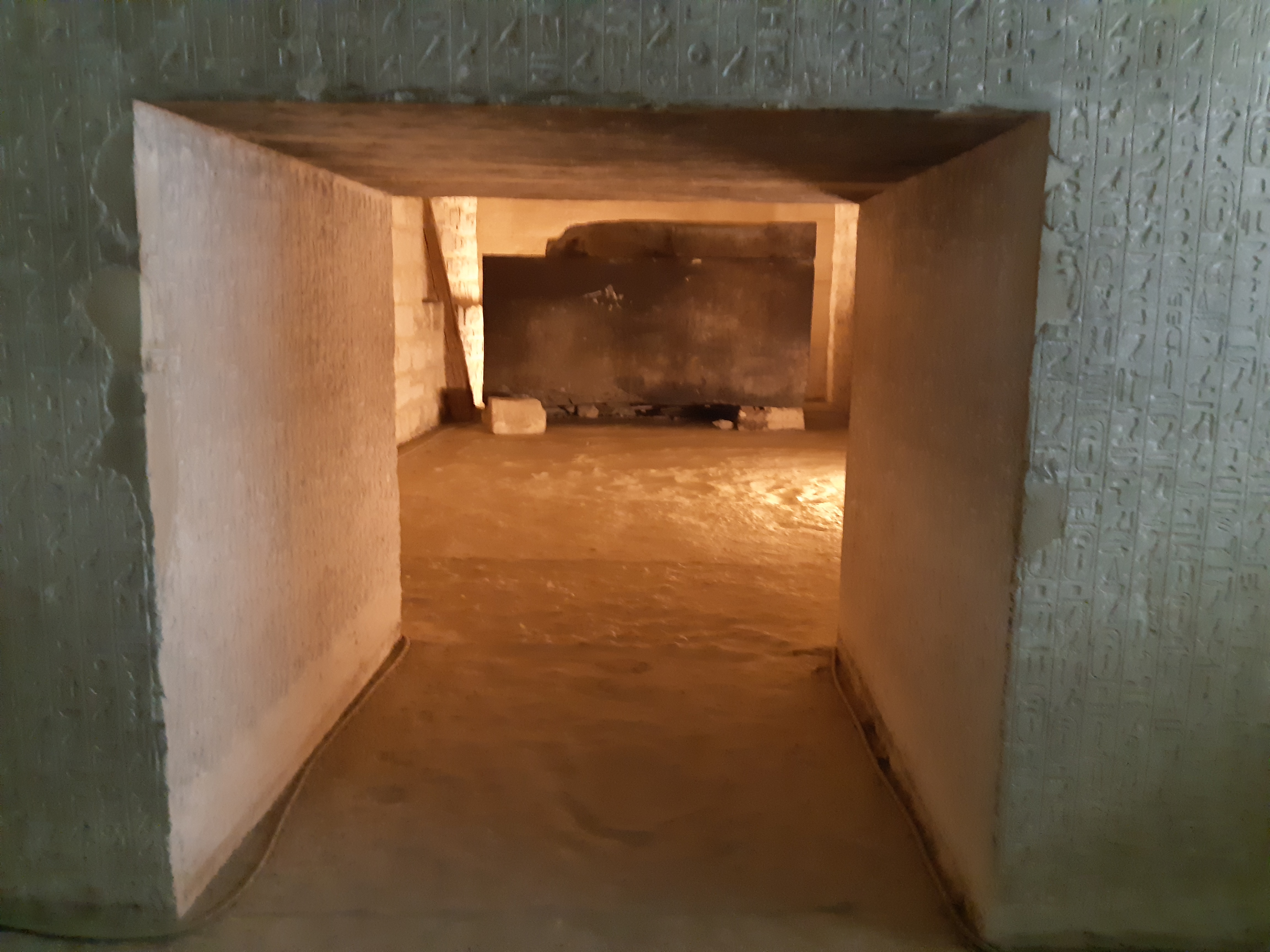
Ingang grafkamer
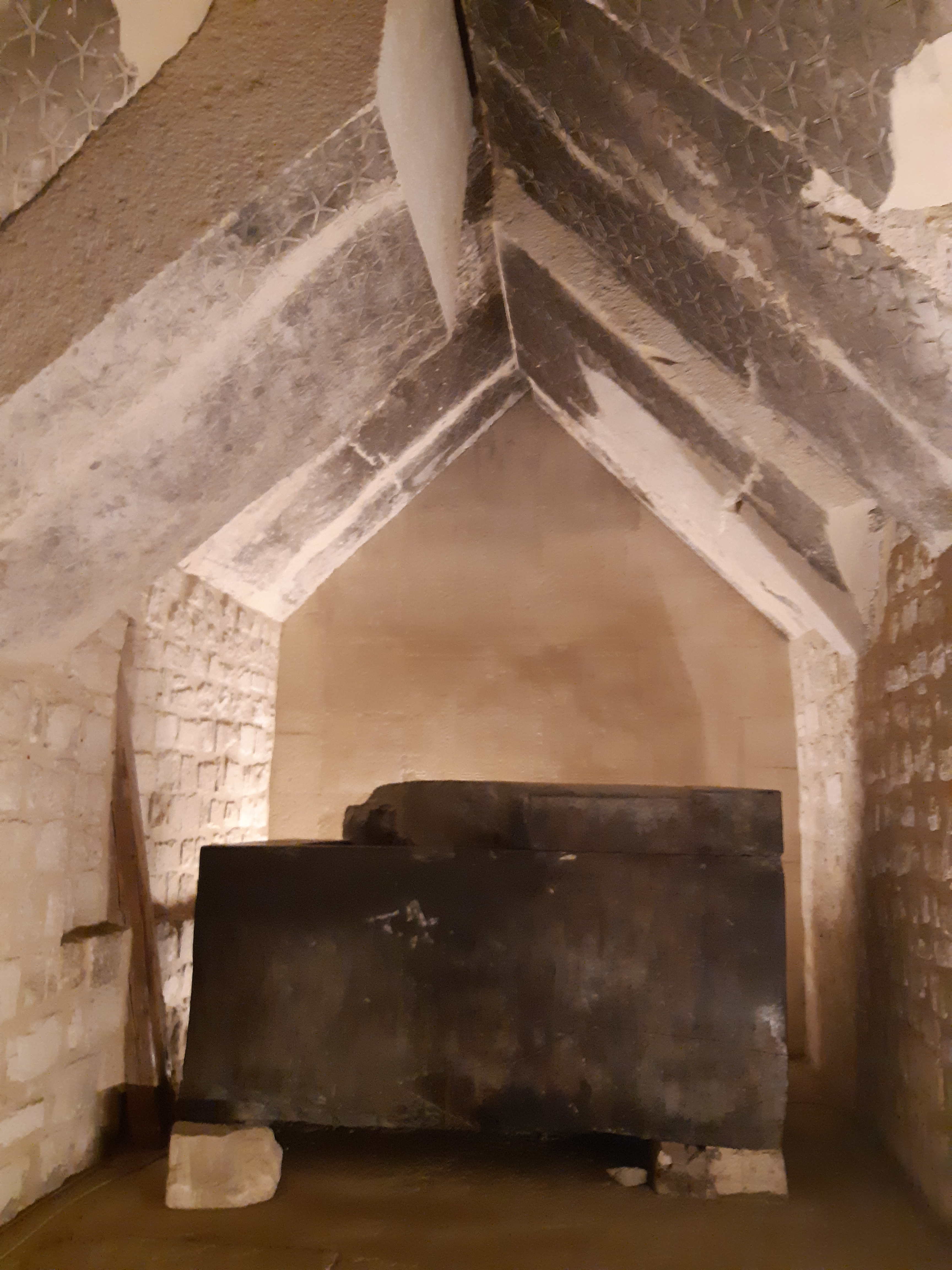
Grafkamer
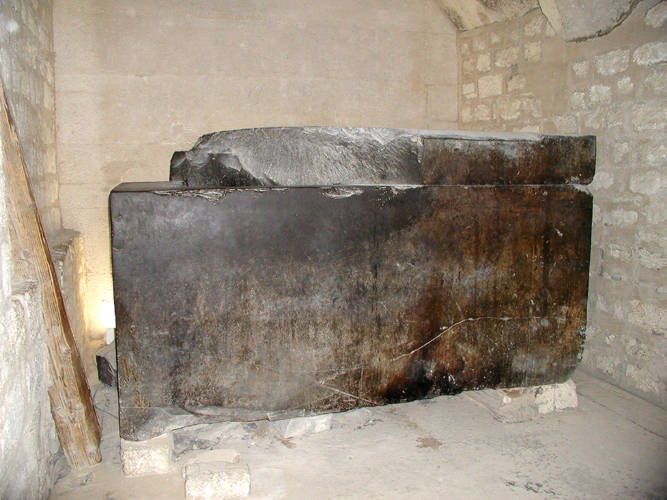
Sarcofaag van Teti
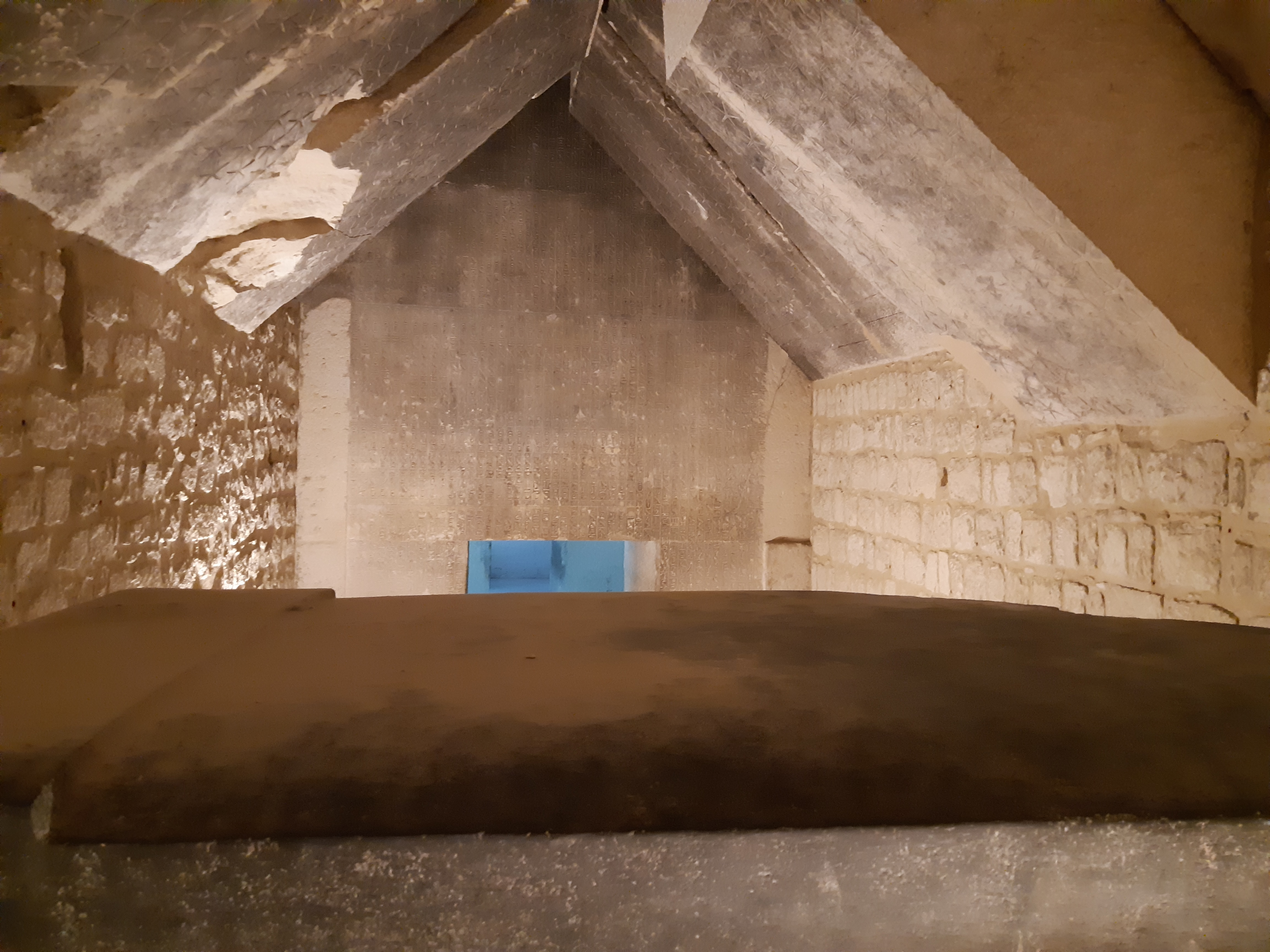
Grafkamer gezien vanachter de sarcofaag